# ダイヤモンド・マネー
『ダイヤモンド・マネー（Diamond money!）』は、ダイヤモンド社の投資情報誌で『ダイヤモンドZAi』の姉妹誌。年4回（3・6・9・12月の1日に）発行される。キャッチフレーズは「退職金や貯蓄などの財産を大事に増やす、本格的資産運用マガジン」。

## 特徴
誌面や企画内容を比較する限り、『ダイヤモンドZAi』が株式投資や外国為替証拠金取引に積極的に取り組もうとする20～40代をターゲットにしているのに対し、『ダイヤモンド・マネー（Diamond money!）』は50～60代のリタイヤ世代で「それなりにお金はあるが運用についてはよくわからない」層を対象にしていると思われる。季刊という性格から相場の“今”を捉えた時事性のある記事は少なく、代わりに安定運用を念頭に置いた国際優良株の分散投資、国債、外債、投資信託、保険、年金についての保守的な記事が多い。

## 連載
「勝谷誠彦の自腹で1000万円株投資日記」は、タイトルの通り勝谷誠彦が自腹で1000万円を出資して好きなように株を売買するというもの。ほかには料理記者歴50年の岸朝子による「こだわりのモノ語り」や「今さら訪ねる名泉名湯」など、大人を意識したものが多い。